# Episodi di Burn Notice - Duro a morire (sesta stagione)
La sesta stagione della serie televisiva Burn Notice - Duro a morire è stata trasmessa in prima visione assoluta negli Stati Uniti d'America dal canale via cavo USA Network dal 14 giugno al 20 dicembre 2012; la prima parte della stagione, composta da dieci episodi, è andata in onda fino al 23 agosto 2012, mentre la seconda parte, composta dai rimanenti sei episodi, è stata trasmessa dall'8 novembre 2012.
In Svizzera la stagione è stata trasmessa in prima visione in lingua italiana da RSI LA1 dal 21 aprile al 14 maggio 2014; in Italia la stagione è stata trasmessa da Fox dall'11 luglio al 5 agosto 2014.
| nº | Titolo originale   | Titolo italiano            | Prima TV USA     | Prima TV Svizzera |
| -- | ------------------ | -------------------------- | ---------------- | ----------------- |
| 1  | Scorched Earth     | Terra bruciata             | 14 giugno 2012   | 21 aprile 2014    |
| 2  | Mixed Messages     | Messaggi contradditori     | 21 giugno 2012   | 22 aprile 2014    |
| 3  | Last Rites         | Estrema unzione            | 28 giugno 2012   | 23 aprile 2014    |
| 4  | Under the Gun      | Sotto tiro                 | 12 luglio 2012   | 24 aprile 2014    |
| 5  | Split Decision     | Verdetto a punti           | 19 luglio 2012   | 25 aprile 2014    |
| 6  | Shock Wave         | Onda d'urto                | 26 luglio 2012   | 28 aprile 2014    |
| 7  | Reunion            | Riappacificazione          | 2 agosto 2012    | 29 aprile 2014    |
| 8  | Unchained          | Libero da catene           | 9 agosto 2012    | 30 aprile 2014    |
| 9  | Official Business  | Affari ufficiali           | 16 agosto 2012   | 1º maggio 2014    |
| 10 | Desperate Times    | Momenti disperati          | 23 agosto 2012   | 2 maggio 2014     |
| 11 | Desperate Measures | Estremi rimedi             | 8 novembre 2012  | 5 maggio 2014     |
| 12 | Means & Ends       | La fine giustifica i mezzi | 8 novembre 2012  | 6 maggio 2014     |
| 13 | Over the Line      | Oltre la linea             | 15 novembre 2012 | 7 maggio 2014     |
| 14 | Down & Out         | Fuga senza fine            | 29 novembre 2012 | 8 maggio 2014     |
| 15 | Best Laid Plans    | Identità nascoste          | 6 dicembre 2012  | 9 maggio 2014     |
| 16 | Odd Man Out        | Un tipo diverso            | 13 dicembre 2012 | 12 maggio 2014    |
| 17 | You Can Run        | A qualunque costo          | 20 dicembre 2012 | 13 maggio 2014    |
| 18 | Game Change        | Cambio strategia           | 20 dicembre 2012 | 14 maggio 2014    |

## Terra bruciata
- Titolo originale: Scorched Earth
- Diretto da: Stephen Surjik
- Scritto da: Matt Nix

### Trama
Fiona viene scortata dall'FBI e schedata mentre Michael non si capacita della sua scelta. È arrabbiato con Sam perché ha capito che ha lasciato andare Fiona. Lui ammette di averle dato corda perché la scelta di costituirsi era la migliore per evitare che Michael bruciasse altre spie.
Dopo avere localizzato Anson con l'aiuto di Jesse, Mike e Sam lo inseguono sulla strada che porta a Cutler Bay. Per bloccargli la strada Michael ruba un camion, lo fa sbandare sulla strada e poi lo incendia.
L'agente Jason Bly viene mandato a tenere i colloqui con Fiona, la quale non vuole saperne di confessare un crimine che non ha commesso. Prova a dirgli di Anson e di come abbia messo lui le cariche aggiuntive che hanno ucciso le guardie, ma l'uomo non è disposto ad ascoltarla.
Sam si scusa con Mike mentre cercano l'auto di Anson nel traffico; quando la trovano scoprono che Anson è già scappato e si è probabilmente nascosto in una fabbrica lì vicina.
Michael riceve una chiamata dal criminale, il quale lo avverte che ha mandato un suo paziente psicopatico, Daryl Jordan, a uccidere Madeline.
Sam chiede l'aiuto di Jesse per salvare Maddie che, tuttavia, si accorge da sola dell'arrivo del killer dopo avere notato che i telefoni non funzionano. Prima che l'uomo entri in casa si nasconde.
intanto Sam e Mike attendono rinforzi prima di cercare Anson nella fabbrica.
Bly vuole convincere Fiona a confessare la sua affiliazione con Michael, ma lei non cede.
Sam e Mike sono sotto tiro da parte dei responsabili della sicurezza della fabbrica. Con un inganno riescono a liberarsene.
Jesse arriva a casa di Madeline e trova il poliziotto di pattuglia morto; il killer lo mette all'angolo e sta per sparargli, ma Madeline interviene dalla soffitta e salva Jesse all'ultimo secondo, usando il suo fucile.
Bly cerca di ingannare Fiona, facendole credere che Michael sia morto nell'esplosione del camion.
Sam e Michael chiedono la collaborazione delle guardie appena catturate per fare uscire tutte le persone dalla fabbrica simulando una contaminazione.
In questo modo Michael potrà anche controllare le persone in uscita per cercare Anson. L'uomo, però, non esce dalla fabbrica e rimane nascosto, telefonando a Michael per chiedergli di andarsene. Lui, però, non demorde e trova il posto in cui si è nascosto. Dopo un alterco con Pearce e Sam, Michael viene lasciato in sala controllo.
Su una camera Michael vede una rete metallica che si muove in modo sospetto e decide di andare a controllarla: così facendo scopre Anson che sta cercando di fuggire. Dopo una colluttazione Anson avverte Michael di avere minato l'edificio: ora Mike non può più catturarlo. Michael avvisa Sam e Pearce di uscire dall'edificio. La donna esce con i suoi tre agenti, ma Sam rimane indietro per salvare un uomo ammanettato da Anson. La fabbrica esplode, e Michael per un momento teme che Sam sia rimasto all'interno, tuttavia l'amico si è salvato appena in tempo con l'ostaggio. Anson fugge su una barca.
Pearce annuncia a Michael che ora Anson è il primo fra i ricercati, ma dovrà prenderlo per aiutare Fiona.
Bly sta cercando di fare firmare a Fiona una dichiarazione di colpevolezza che coinvolge Michael, ma lei intuisce che l'agente le sta mentendo e Michael è vivo.
- Ascolti USA: telespettatori 3 870 000[3]

## Messaggi contradditori
- Titolo originale: Mixed Messages
- Diretto da: Jeffrey Donovan
- Scritto da: Alfredo Barrios Jr.

### Trama
Fiona viene portata in prigione e scrive una lettera a Michael. Sam consiglia all'amico di chiedere aiuto alla CIA per vederla, visto che è in un carcere di sicurezza. Michael fa quindi visita al suo vecchio addestratore, Tom Card.
L'uomo gli consiglia di non esporsi per Fiona, ma Michael gli chiede un incarico per guadagnare punti e poterla vedere.
Card, pur non avendo mai apprezzato Fiona perché convinto che gli avrebbe rovinato la vita, ha una missione in serbo per lui: deve scoprire dove arriverà un carico di droga di un cartello messicano.
Intanto, Nate arriva a Miami e vorrebbe parlare con il fratello; Michael, però, non ha tempo per lui. Mike decide di coinvolgere Sam e Jesse nella missione: lui e Jesse si fingeranno agenti della DEA per avvicinare il folle Rafael Montero, scagnozzo del boss Ramiro Salazar.
Quando Mike scopre che l'avvocato di Montero è una sua vecchia conoscenza, Jesse viene mandato da solo a lavorarsi l'uomo. Per salvare la sua copertura Jesse porta Montero in una finta casa sicura della DEA in cui avrebbe ucciso un collega.
Nel frattempo Fiona cerca in ogni modo di evitare D.B., regina della prigione.
Montero ha un secondo informatore nella DEA e quando lo fa incontrare con Jesse capisce che uno dei due mente. Jesse incastra l'informatore con uno stratagemma, portando Montero a ucciderlo e a fidarsi del nuovo arrivato.
Una detenuta con cui Fiona ha stretto dei rapporti, Nicole, la informa che D.B. sta organizzando un assalto per ucciderla. Così Fiona si fabbrica delle armi per difendersi dall'attacco.
Salazar è poco convinto della lealtà di Jesse e gli chiede di portare Montero a vedere il raid degli uomini della DEA che dovrebbero assaltare la consegna della droga. Con un bel lavoro di squadra, Jesse e gli altri convincono Montero.
Purtroppo, Salazar scopre che troppo presto che il cartello sta venendo derubato dalla DEA nella nuova location suggerita da Jesse. Quest'ultimo si salva dalla follia di Montero convincendolo a collaborare con la DEA per salvarsi da Salazar.
Card è possibilista sul fatto che Michael possa vedere Fiona, dopo quello che ha fatto.
Nate confessa al fratello che la moglie l'ha lasciato e ha portato via il figlio. Mike promette di stargli vicino.
Fiona sta lavorando nelle cucine con Nicole, convinta che sia un posto tranquillo. All'improvviso Nicole tenta di annegarla. Fiona riesce a resistere e obbliga Nicole a dirle cosa sta succedendo: l'hanno ingaggiata per ucciderla.
- Ascolti USA: telespettatori 4 090 000[4]

## Estrema unzione
- Titolo originale: Last Rites
- Diretto da: Nick Gomez
- Scritto da: Ben Watkins

### Trama
Pierce scopre tramite Anson che l'uomo che ha ucciso il suo fidanzato anni prima, Ahmed, ora è una fonte della CIA ed è protetto dall'agenzia come informatore. Quando scopre che l'uomo tiene tutte le sue informazioni su un hard disk, Mike decide di organizzare un piano per aiutare Pierce a vendicarsi di Ahmed senza fare sciocchezze.
Michael, Jesse e Pearce seguiranno Ahmed in crociera, causandogli una finta malattia mortale. Nate, Madeline e Sam penseranno a Shariff, il figlio di Ahmed, a cui l'uomo sicuramente si rivolgerà quando sarà in punto di morte.
Intanto Fiona vuole scoprire chi cerca di ucciderla e chiede aiuto a una detenuta con molti contatti, Ayn. Lei in cambio le chiede aiuto per organizzare un "festino".
In crociera Mike, Pierce e Jesse riescono a far sì che Ahmed finisca in infermeria con un finto virus; Mike si finge un dottore esperto per curarlo. Jesse si offre volontario per farsi contaminare e rendere la finta epidemia più veritiera.
Convinto Ahmed che sta male, Pierce e Mike mandano una squadra medica (formata da Sam, Nate e Madeline) a fare controlli nella casa di Shariff alle Bermuda. Sam e Nate cercano di piazzare una cimice nell'ufficio di Ahmed e, quando sono scoperti, Nate si inventa una scusa credibile per convincere Shariff che stava cercando batteri nel telefono.
Michael fa credere ad Ahmed che stia morendo, così lui chiama Shariff. In questo modo scoprono l'ubicazione dell'hard disk.
In realtà Shariff organizza una vendita delle informazioni a un gruppo di russi indipendenti. Michael e Pierce fanno quindi credere ad Ahmed di essere stato contaminato da un ceppo russo.
Fiona aiuta la Ayn piazzando una carica esplosiva per bloccare la porta del blocco; in cambio, lei cercherà di scoprire chi vuole ucciderla.
Ahmed chiama Shariff e gli dice di far saltare la vendita perché sono stati i russi a contaminarlo. Inizia così una sparatoria; Sam e Nate recuperano l'hard disk dopo che i due gruppi si sono neutralizzati da soli.
Pierce finalmente può svelare la sua identità e comunica a Ahmed che finirà in prigione anche per ciò che ha fatto al suo fidanzato.
Michael va a trovare Fiona in prigione e i due parlano del loro primo appuntamento con le lacrime agli occhi. Poi Ayn fa in modo di fargli avere un messaggio in cui gli dice che stanno cercando di ucciderla e gli fornisce l'indirizzo della guardia corrotta a cui chiedere informazioni.
- Ascolti USA: telespettatori 4 110 000[5]

## Sotto tiro
- Titolo originale: Under the Gun
- Diretto da: Dennie Gordon
- Scritto da: Michael Horowitz

### Trama
Michael spiega a Maddie che Fiona è preoccupata perché qualcuno la vuole morta, poi va con Sam e Jesse a far visita alla guardia implicata nel complotto. Dopo aver trovato l'uomo morto, Sam si imbatte in Rebecca, l’ex agente CIA agli ordini di Anson. La donna rapisce Sam e scappa con lui in auto, sparando alla macchina di Mike. Dopo aver riparato la Charger, Michael si mette all’inseguimento di Rebecca.
Fiona sventa un primo tentativo di ucciderla, poi chiede ad Ayn come le sue assalitrici abbiano potuto trovare dei coltelli in prigione. Ayn non vuole mettersi contro “le sorelle”, che sono molto pericolose.
Sam aiuta Rebecca a rubare un’altra auto bloccando un uomo sulla strada, ma gli lascia anche un messaggio da riferire a Michael quando lo troverà: lui e la donna andranno a fare una “gita in elicottero”.
Quando un poliziotto li ferma per un controllo Sam e Rebecca fingono di essere in fuga da un marito manesco e riescono a evitare il peggio.
Fiona fa un patto con Ayn: se lei troverà il modo di fare recapitare un pacchetto dall’ex-marito della donna in prigione, Ayn organizzerà una perquisizione nelle celle. Fiona chiama quindi Madeline per aiuto.
Michael e Jesse arrivano alla pista per elicotteri prima di Rebecca e trovano un modo per liberarsi del pilota.
Quando Sam e Rebecca arrivano alla pista, lei intuisce che Michael e Jesse sono lì per salvare Sam e trova il modo di scappare di nuovo in auto dopo aver fatto esplodere un'autocisterna.
Rebecca confessa a Sam che lavora per Anson perché altrimenti lui ucciderà suo fratello. Michael e Jesse raggiungono l’auto in fuga e comincia un inseguimento nelle paludi finché il radiatore della Charger si guasta.
Maddie prova ad andare dall’ex marito di Ayn per prendere il pacchetto, ma l’uomo la caccia via in modo violento.
Sam e Rebecca fanno irruzione in una proprietà privata di alcuni fabbricanti di composti chimici e, dopo averli messi in fuga, Sam trova un telefono e comunica a Michael la sua posizione.
Rebecca lo scopre mentre sta telefonando alla sua attuale compagna, Elsa. Dopo averlo colpito, la donna fa partire una barca senza nessuno a bordo. Jesse insegue l'airboat e, scoperto che era solo un diversivo, Rebecca rivela di essere rimasta a terra per uccidere Michael e Sam con dell’esplosivo. Dopo un bel discorso, Michael e Sam conquistano la sua fiducia.
Michael e Maddie tornano dall'ex-marito di Ayn e prendono il suo pacco (solo dopo che Michael vendica il suo comportamento con la madre).
L’ispezione nelle celle viene organizzata appena in tempo, e le “sorelle” vengono isolate. Fiona scopre che il pacco di Ayn conteneva una collana della madre, morta mentre era in prigione. Intuisce anche che Ayn l’ha aiutata nonostante la scatola non fosse arrivata in prigione all’ora stabilita.
Mike e Sam si accordano con Rebecca per cercare suo fratello.
- Ascolti USA: telespettatori 4 440 000[6]

## Verdetto a punti
- Titolo originale: Split Decision
- Diretto da: Scott Peters
- Scritto da: Ryan Johnson e Peter Lalayanis

### Trama
Mike va a cena con Tom Card, il quale propone un patto per fare uscire Fiona di prigione: la CIA vuole il suo fornitore di armi. Intanto Sam non ha novità sul fratello di Rebecca, nessuno sa dove sia. Rebecca spiega a Mike che Trent é inseguito da uomini pericolosi: se trovano loro, arrivano a Trent.
Trent aveva fatto arrestare un trafficante e ora il figlio, Wes Foster, vuole vendetta.
Mike quindi manda Jess e Nate a parlare con un criminale che era in cella con il padre di Wes, ora morto, per scoprire il più possibile sul suo conto.
Fiona accetta di lavorare con Card per catturare Greyson, il suo fornitore di armi. Gli chiede di farsi portare la cornice digitale regalata a Maddie tempo prima.
Mike usa le informazioni ottenute su Hank Foster da Nate e Jesse dopo il colloquio con l'ex-carcerato Butch McCall e si finge un ex-detenuto per parlare con Wes Foster. La sua copertura prevede che abbia saputo da Hank in prigione dell'esistenza di un dossier nascosto in un archivio della polizia che diceva la verità su chi l'aveva tradito e scagionava Trent.
Mike sfrutta la sua bravura a inventare storie e il senso di colpa del figlio per convincerlo a entrare nell'archivio e prendere il dossier. In contemporanea, Sam e Rebecca riescono a fare archiviare un finto dossier su Trent.
Intanto, Madeline porta la cornice e Fiona e lei usa la scheda criptata al suo interno per chiamare Greyson e organizzare un incontro. L'uomo esige che sia lei a incontrarsi con lui, ma Fiona propone un appuntamento con Michael.
Mike e Foster vanno a rubare il fascicolo e riescono a scappare dall'archivio solo con l'aiuto di Sam e Rebecca, che creano un diversivo. Fiona chiama Michael e gli dice dell'appuntamento; lui promette di fare il possibile per arrivarci in tempo.
Quando Foster legge il finto dossier, trae delle conclusioni personali e inizia a credere che l'informatore segreto fosse sua moglie. Così Mike lo spinge verso quella direzione e gli intima di lasciarla.
Card spiega a Fiona come mai aveva portato Michael via dall'Irlanda, sostenendo che aveva voluto salvare entrambi, visto che rischiavano la morte.
Mike va all'appuntamento con Greyson, il quale fiuta puzza di trappola. Lui, però, si inventa una storia su Fiona che avrebbe bisogno di soldi per rimborsarlo dopo essere scappata con un altro.
Card fa arrestare Greyson al momento pattuito e Mike torna al loft, con Rebecca che promette di dargli l'indirizzo dove ha appuntamento con Anson per portargli dei documenti falsi.
Esige, però, che una volta in prigione non gli siano concessi accordi.
- Ascolti USA: telespettatori 4 970 000[7]

## Onda d'urto
- Titolo originale: Shock Wave
- Diretto da: Renny Harlin
- Scritto da: Jason Tracey

### Trama
Mike va a trovare Fiona in prigione e la aggiorna, poi lei viene scortata a un appuntamento con un agente dell'MI6, il quale la mette di fronte a una scelta difficile: se non confessa il crimine che non ha commesso, il consolato diramerà un video segnalando che è in custodia e così la sua famiglia in Europa sarà in pericolo.
Mike vede l'agente Pearce, la quale insiste per condurre l'operazione per catturare Anson e non vuole Sam nel gruppo. Così Michael si trova costretto a chiamare Nate.
Fiona chiede aiuto ad Ayn per nascondersi e far sembrare che sia evasa. Intanto, Mike va con Jesse, Pearce e Nate ad Atlantic City. Il fratello risolve un problema mettendosi un po' troppo in evidenza, e Mike gli chiede di non esagerare.
Intanto Barry fa visita a Sam e Madeline, presentandosi con una ferita di pistola al braccio. Gli ex-amici di armi di Fiona la stanno cercando e così sono andati dal suo consulente d'affari (Barry).
Vorrebbe fare un accordo con l'FBI per essere protetto, ma prima deve recuperare i suoi documenti troppo scottanti. Mentre va con Sam nella villa di un cliente dove ha nascosto i registri, i due sono stanati dai criminali in cerca di Fiona e sono costretti a barricarsi in casa.
Sam finge di essere un poliziotto, ma il capo dei trafficanti, Garret Hartley, non cede.
Ad Atlantic City, quando Nate ordina delle pizze per cena, Michael si imbestialisce e lo caccia dal motel in cui sono appostati. Fiona, invece, si nasconde nel luogo indicato da Ayn (un'intercapedine del muro in biblioteca). Riesce a rimanere nascosta e l'agente dell'MI6 decide di andarsene.
Sam e Barry si difendono da Hartley con mezzi rudimentali e per un po' resistono.
Mike e Jesse sfruttano il cellulare della donna mandata da Anson al motel per ascoltare la sua chiamata e così riescono a individuare la location di Anson.
Sam e Barry sono intrappolati e senza via di fuga. Sam riempie la casa di gas e lui e Barry si nascondono sotto una vasca da bagno. Quando la casa salta in aria per mano dei criminali, l'esplosione è enorme.
Sam e Barry sono salvi, a differenza del gruppo di Hartley.
Ayn rispetta l'accordo con Fiona e fa in modo che la trovino al momento giusto; così Fiona per il momento è salva ed Ayn sarà liberata alla prima occasione utile.
Mike e la CIA vanno a cercare Anson, ma nella stanza di albergo trovano un dispositivo per deviare la fonte delle chiamate. Jesse riesce comunque a rintracciarlo ma loro sarebbero troppo lontani. Così, Mike chiama Nate e lo manda ad arrestare Anson.
Nate cattura l'uomo e aspetta l'arrivo di Michael fuori da un casinò, ma proprio quando gli agenti della CIA arrivano, un cecchino spara dal tetto di un edificio, uccidendo Anson all'istante, ma colpendo anche Nate.
Michael torna da Madeline e le comunica che il figlio è morto; cerca di consolarla, ma è ovviamente impossibile.
Finalmente Fiona viene rilasciata e Michael le dice di aver bisogno di lei più che mai.
- Ascolti USA: telespettatori 4 860 000[8]

## Riappacificazione
- Titolo originale: Reunion
- Diretto da: Craig Siebels
- Scritto da: Rashad Raisani

### Trama
Michael è ancora a terra per la morte di Nate, ma è felice che Fiona sia fuori di prigione. Madeline non risponde alle sue chiamate.
Quando Sam cerca di contattare Rebecca, lei non risponde: quando la gang va all'hotel di Elsa, dove Rebecca era nascosta, si scopre che è scappata e tutti temono che li abbia raggirati e che sia l'assassina di Nate.
Elsa chiede a Sam il suo aiuto perché il figlio, Evan, è scappato con un suo braccialetto che vale moltissimo. Sam scopre che Evan deve parecchi soldi a uno strozzino, Morris. L'uomo, in realtà, gli ha chiesto di formare una squadra per rubare un camion di champagne. Sam e Jesse fingono quindi di essere la squadra di Evan per aiutarlo a salvarsi da Morris.
Intanto Fiona e Michael indagano su Rebecca, la quale si stava procurando dei documenti falsi. Si recano quindi alla tipografia contattata dall'assassina, e scoprono che il proprietario falsifica documenti di ogni genere. Michael chiede al falsario di contattare Rebecca e darle un appuntamento.
Intanto Sam, Jesse ed Evan organizzano il furto del camion, mentre Sam cerca anche di risolvere i problemi fra Evan e la madre. Jesse crea un diversivo e Sam ed Evan rubano il mezzo. Il colpo va bene, ma si scopre che il rimorchio non contiene champagne, bensì materiale per creare ecstasy in pillole.
Intanto Michael e Fiona aspettano Rebecca alla tipografia; purtroppo si presenta anche un altro cliente del falsario proprio mentre arriva Rebecca. La donna scappa, e Michael la insegue. Quando lei gli spara, Mike fa lo stesso e la ferisce. Rebecca, tuttavia, scappa a bordo di una moto.
Sam, Jesse ed Evan decidono di scappare con il camion; Jesse rimane sul rimorchio e fabbrica una specie di bomba molotov per poi lanciarla sulle macchine che li inseguono per rallentarli.
Sam chiama Michael per avere aiuto e i due si accordano per un rendez-vous a un vecchio cementificio; intanto Michael finge di essere un poliziotto e si reca dall'uomo a cui è stato rubato il camion, KC, per convincerlo a recuperarlo.
Mentre Sam e Jesse trattengono Morris e i suoi uomini vicino al camion, il gruppo di KC arriva sul posto. Inizia così una sfida fra i due clan, con Morris che ha la peggio.
Sam riporta Evan a casa dalla madre e fa sì che i due si chiariscano.
Madeline chiama Michael, ma è ancora schiva; tornati al loft, Michael e Fiona trovano una Rebecca ferita, la quale dice loro di non aver ucciso Nate e che voleva solo scappare per paura della CIA.
Michael le crede e la lascia andare. A fine episodio, si celebra il funerale di Nate.
- Ascolti USA: telespettatori 4 320 000[9]

## Libero da catene
- Titolo originale: Unchained
- Diretto da: Alfredo Barrios Jr.
- Scritto da: Alfredo Barrios Jr.

### Trama
Michael cerca notizie sull'indagine per la morte di Nate, ma nessuno sembra sapere niente.
Decide quindi di avvicinare l'agente che si occupa delle indagini e lo minaccia; l'uomo confessa che sono stati obbligati a chiudere il caso per pressioni dall'alto.
Sam ha sentito i suoi amici e se Michael risolverà un caso per loro, gli faranno avere il dossier dell'indagine.
Michael si accorda con l'agente Woods dell'FBI: l'uomo vuole che lui prenda contatti con il numero due di Brian Quinn, il criminale che stanno cercando. Mike consiglia di attuare una finta fuga di carcerati per scoprire dove si trovi Quinn.
Pierce e Jesse, invece, lavorano al dossier di Nate e decidono di ricattare il figlio del padrone della ditta che produce l'arma con cui è stato ucciso Nate.
Michael, intanto, non vuole coinvolgere Fiona perché ha paura di perdere anche lei. La donna cerca di fargli capire che non è colpa sua se Nate è morto.
Woods arresta Jimmy e Michael insieme, poi Mike organizza la finta evasione con l'aiuto di Fiona.
Mike finge di doversi mettere in contatto con Quinn, in modo da scoprire dove si trova.
Nel frattempo Jesse e Pierce si occupano dell'uomo d'affari da ricattare. Jesse lo porta in un locale per drogarlo e scattare delle foto per avere un'arma da usare contro di lui.
Jimmy organizza un meeting con Quinn, però per arrivarci lui, Mike e Fiona devono prima scappare dalla polizia che ha messo un posto di blocco.
Giunti in salvo in un magazzino, Michael viene obbligato a cambiarsi i vestiti prima dell'incontro perché l'ultima volta Quinn è stato beccato da uno con un localizzatore. Lui e Fiona perdono così il GPS che era stato celato nella sua cintura.
Quando Jesse capisce che Meyerson non cederà al ricatto, Pearce interviene come agente CIA per avere l'elenco degli acquirenti delle armi.
Intanto Michael vede Quinn, il quale vuole l'informazione su dove è il testimone protetto che potrebbe incastrarlo; Michael è costretto a dirgli la verità per salvare lui e Fiona, che è rimasta sotto custodia degli uomini di Jimmy.
Michael conquista la fiducia di Quinn e scopre dove si trova il suo nascondiglio guardando fuori dalla finestra e facendo alcune domande mirate. Poi chiama Fiona e, al segnale, organizzano una controffensiva contro Quinn e i suoi uomini nei due posti in cui sono nascosti.
Fiona poi chiama Sam e gli fornisce gli indizi per trovare Michael. Sam raggiunge la casa con Woods seguendo un incendio causato da Michael in giardino, e i due possono arrestare Quinn.
Jesse consegna a Michael l'elenco degli acquirenti; Pierce si presenta al loft dicendo che la CIA ha scoperto il suo intervento. Non ha tradito Michael, dicendo che era coinvolto, ma per punizione è stata riassegnata a Mumbai. Gli chiede di fare sì che tutto non sia stato vano.
- Ascolti USA: telespettatori 4 040 000[10]

## Affari ufficiali
- Titolo originale: Official Business
- Diretto da: Jonathan Frakes
- Scritto da: Bridget Tyler

### Trama
Michael vuole fingere di essere un cliente ricchissimo di una società di sicurezza che ha sicuramente ingaggiato il killer di Nate. La copertura prevede che lui voglia ingaggiare dei cecchini della ditta di Jack Vale per difendere la sua azienda petrolifera.
Ottiene di vedere uno dei campi di addestramento in South Carolina.
Intanto i due agenti CIA Manaro e Bailey, si rifanno vivi chiedendo che Fiona onori l'accordo con la CIA e lavori per loro.
Fiona deve collaborare con Angela, una testimone protetta che è fidanzata con Vincent Durov, imprenditore del mercato nero che starebbe vendendo materiale ai terroristi per la prima volta.
Jesse e Sam vanno a vedere il campo di addestramento e cercano di corrompere il vice di Vale, Xander Thompson.
Fiona, intanto, entra nello studio di Durov per aprire la sua cassaforte insieme ad Angela; Durov, però, torna a casa prima del tempo e le trova fuori dallo studio. Fiona si inventa una rapida scusa.
Bailey e Manaro, con il supporto di Michael, devono darle gli schemi per aprire la cassaforte e organizzano un finto sabotaggio della macchina di Durov. La macchina si rompe e Fiona suggerisce di andare in officina, dove Michael fa nascondere gli attrezzi che la donna userà per aprire la cassaforte.
Sam e Jesse, nel frattempo, si lavorano Thompson regalandogli uno scotch molto costoso e parlando di stipendi. I due fingono di volere ingaggiare Thompson in cambio dei dossier sui cecchini addestrati; dopo aver parlato di cifre astronomiche, lo convincono a mostrare loro i dossier degli uomini addestrati.
Sam e Jesse trovano il probabile cecchino di Nate per esclusione, ma non ha un nome, solo le iniziali, in quanto si tratta di un freelance.
Fiona trapana la cassaforte e la apre, ma Angela si rivela essere una ladra che ha cercato l'aiuto della CIA. La donna lega Fiona e scappa dopo aver lasciato una bomba.
Fiona, però, si libera e chiama Michael per aiutarla. Lui fa esplodere un camion all'ingresso della villa per far sì che Angela non scappi. Così Fiona si trova insieme a lei e Durov nello studio. Con uno stratagemma la costringe a disinnescare la sua stessa bomba e poi chiede a Durov di collaborare con la CIA, invece che uccidere Angela.
Mike e Sam incontrano di nuovo Vale per la squadra di cecchini; hanno fornito delle specifiche che lo costringerebbero a ingaggiare proprio il freelance. Vale fa in tempo a dirne solo il nome intero, Tyler Gray, prima che qualcuno gli spari e lo uccida.
- Ascolti USA: telespettatori 4 360 000[11]

## Momenti disperati
- Titolo originale: Desperate Times
- Diretto da: Renny Harlin
- Scritto da: Craig S. O'Neill

### Trama
Fiona è arrabbiata perché Michael ha coinvolto la CIA nella ricerca di Tyler Gray, il cecchino.
La CIA ha trovato dei video che lo riprendono, però ufficialmente Tom Card non può dare a Michael una squadra, così lo invita ad andare a Panama con i suoi uomini e un solo agente aggiunto della CIA, Brady Pressman. Prima di partire, Michael va a trovare Madeline, ancora sconvolta; la madre incolpa lui della morte di Nate, ma anche se stessa.
A Panama, la gang si incontra con Pressman, il quale li informa sulla missione. Fiona è un po' insofferente perché voleva occuparsi della cosa senza la CIA. Prima di avviare la missione, tuttavia, Michael e gli altri vengono scoperti a attaccati nel loro nascondiglio e devono scappare d'urgenza. Quando Mike vede Gray, cerca di ucciderlo sparandogli da un tetto, ma il cecchino scappa.
Mike e gli altri organizzano una controffensiva per catturare comunque il criminale. Fiona svela a Mike che non ha nostalgia di casa, ma del passato, di quando erano solo loro due. Michael allora le promette che, una volta preso Gray, lui chiuderà con questa vita una volta per tutte.
Madeline va a far visita a Tom Card alla CIA perché vuole sapere tutto della missione in cui è morto Nate. L'uomo, con riluttanza, accetta di farle leggere il fascicolo al riguardo. Dopo averlo letto, Madeline si sfoga con Card per cercare spiegazioni al suo dolore e alle differenze di carattere fra i suoi figli.
A Panama, Jesse e Sam cercano di organizzare il rapimento di Gray liberandosi di una sua guardia.
L'attacco a Gray va male: nonostante l'uso di bombe fatte a mano, l'uomo riesce a scappare e a nascondersi in un edificio. Pressman viene ferito a una gamba nello scontro.
Mike insegue Gray nonostante il parere contrario di Card, decidendo di provare a prenderlo senza aspettare il supporto tattico della CIA. Fiona e Jesse lo distraggono facendo da bersagli e Mike riesce a stanarlo.
L'uomo gli confessa che è stato proprio il suo capo, Tom Card, a mandare Gray a Panama per attirare Michael in un'imboscata e in una missione suicida. Sembra che Gray sia stato manipolato da Card per trattenere Michael nell'edificio in attesa della messa in atto di una trappola. Mike chiama Card per scoprire se Gray dice la verità e rimane sconvolto quando intuisce che Gray aveva ragione.
Michael e gli altri scappano quindi a bordo di un'auto mentre una squadra di caccia li insegue; dopo avere distrutto l'edificio in cui si trovavano poco prima, gli aerei inviati da Card raggiungono l'auto.
Una volta scesi tutti, Pressman scappa facendosi inseguire e si sacrifica per far salvare gli altri e aiutare Michael.
- Ascolti USA: telespettatori 4 960 000[12]

## Estremi rimedi
- Titolo originale: Desperate Measures
- Diretto da: Stephen Surjik
- Scritto da: Michael Horowitz

### Trama
Michael e Fiona vorrebbero Gray morto, mentre Jesse e Sam ragionano e li convincono a non ucciderlo, nonostante l'odio di Michael per il killer di suo fratello. Mike chiama Madeline e le racconta di Tom Card, confessandole che è il vero colpevole della morte di Nate; le chiede aiuto per trovare un amico hacker di Sam per fargli cancellare un volo in partenza da Panama dai registri.
Fiona trova un aereo di alcuni trafficanti che possono utilizzare di nascosto, ma conquistarne il comando prevede un piano pericoloso. Sam e Jesse riescono a partire in volo con Fiona, ma Michael si ritrova a terra per fermare la fuga di Gray.
I due vengono quindi fatti prigionieri dal gruppo di spacciatori che usano l'aereo per contrabbandare droga. Il resto del gruppo vuole usare la cocaina che si trova sull'aereo come leva di scambio per liberare Michael. Intanto, Madeline e l'hacker fanno in modo di cancellare il volo.
Michael e Gray devono vedersela con Vasquez, il capo dei trafficanti, che li tortura per sapere dove è l'aereo. Sam chiama il cellulare di Michael proponendo uno scambio a Vasquez: i due prigionieri in cambio dell'aereo. Gray, tuttavia, propone a Vasquez un patto alternativo per salvarsi ed essere liberato. Mike cerca di farlo ragionare e gli fa capire che Card sta manipolando anche lui.
Madeline vede Tom Card e finge di non sapere dove sia Michael.
Fiona, Sam e Jesse scoprono che Vasquez è sulle loro tracce, così decidono di lasciargli prendere l'aereo. Fiona, però, ci si nasconde sopra per tornare con lui alla base e andare a salvare Michael dall'interno.
Una volta atterrata con l'aereo, Fiona apre la strada a Sam e Jesse, che attaccano dall'esterno. Gray aiuta Michael a scappare dall'hangar dopo aver capito che è un uomo leale ai suoi compagni e che ci sono delle cose che non tornano in ciò che Tom Card gli ha detto su di lui.
Il gruppo riesce a scappare e tornare a Miami. Ora la priorità di Michael è incastrare Card. Quando Gray si incontra con Card mente sul fatto di avere ucciso Mike e l'uomo si manifesta fiero di lui.
- Ascolti USA: telespettatori 3 470 000[13]

## La fine giustifica i mezzi
- Titolo originale: Means & Ends
- Diretto da: Ron Underwood
- Scritto da: Jason Tracey

### Trama
Tom Card vuole che il loft di Michael venga bruciato e incarica Gray di occuparsene. Fiona decide quindi di bruciare la casa con le sue mani.
Intanto Ayn, l'ex-detenuta amica di Fiona, le chiede aiuto perché un poliziotto di nome Garza la perseguita.
Madeline ha intuito da sola che Gray è l'assassino di Nate e ci vuole parlare.
Quando Garza incastra Ayn mettendo della droga nel suo appartamento, alla donna viene revocata la libertà vigilata; Fiona scappa con suo figlio, dopo aver promesso di aiutarla. Mentre si nascondono e continuano a fingersi morti Fiona chiede aiuto anche a Jesse per incastrare Garza.
Jesse allora si finge un membro della banda che ha ucciso il collega di Garza che vorrebbe tradire il boss, Sherrodd, per prendere il suo posto. Dopo aver provato la sua conoscenza del boss facendo una foto al suo ufficio (con l'aiuto di Fiona), Jesse inizia a collaborare con Garza.
Intanto Mike e Gray continuano a lavorarsi Card, il quale però promette di dire presto tutta la verità a Gray.
Jesse chiede a Garza di usare una pistola di un caso irrisolto per incastrare il boss della banda, ma lui non accetta la proposta e decide di inchiodare il boss a modo suo, facendo una guerra privata a Sherrodd. Allora il piano cambia e Jesse decide di aiutare Garza in un altro modo, ossia difendendolo mentre da solo va a farsi ammazzare da Sherrodd. Nel frattempo Madeline parla con Gray di Nate e lo fa commuovere e sentire in colpa.
Michael finalmente interviene e aiuta Fiona e gli altri a salvare Garza da morte certa dopo aver intuito che nel poliziotto è scattata una molla che lo sta portando a comportarsi di nuovo in modo corretto. Dopo averlo convinto a "rigare dritto", Garza si ricrede anche su Ayn e la fa liberare.
Madeline decide di andare via da Miami per cambiare aria e chiede a Mike di ricominciare da capo quando finirà questa storia.
Gray si incontra con Card, con Michael che ha portato una squadra sul luogo dell'incontro. Quando capisce che anche Card ha preso precauzioni, Mike si intrufola nella stanza del meeting e, in uno stallo alla messicana, Tom vorrebbe sparare a Gray mentre Mike punta l'arma contro di lui. Dopo una discussione Tom uccide Gray e cerca di convincere Mike a incastrarlo e lasciarsi tutto alle spalle.
Mike finge per un attimo di cedere, ma dopo essersi sentito dire da Card che è fiero di lui, gli spara uccidendolo.
- Ascolti USA: telespettatori 3 470 000[13]

## Oltre la linea
- Titolo originale: Over the Line
- Diretto da: Marc Roskin
- Scritto da: Ben Watkins

### Trama
Dopo l'omicidio di Card, l'edificio in cui sono Michael e Sam viene circondato, e loro si ritrovano in trappola.
L'agente Olivia Riley viene incaricata di scoprire cosa è successo e giura vendetta per la morte di Card, non sapendo dei suoi affari loschi e della sua implicazione nella morte di Nate. Sam è in collera con Michael per aver ucciso Card a sangue freddo, ma lo aiuta comunque a fuggire, anche con la complicità di Fiona e Jesse dall'esterno. Mentre Mike riesce a raggiungere gli altri e scappare, però, Sam viene catturato da Riley che sembra sempre intuire ciò che Sam pensa e, soprattutto, quando lui le mente riguardo alle mosse di Michael. Riley riesce a localizzare il cellulare di Mike tramite una telefonata fatta a Sam, ma l'inseguimento della sua auto finisce senza la sua cattura.
Sam intuisce che il modo di aiutare Mike a scappare è fare finta di collaborare con Riley, sperando che Michael trovi il modo di scoprire le sue vere intenzioni. Così propone a Riley di andare nel luogo dell'appuntamento con il resto del gruppo, ossia un porto dove sarebbe ormeggiata la barca per la fuga. Mike riesce a scoprire il piano lasciando una cimice nel loro magazzino di armi, la prima tappa visitata da Riley per cercarlo. Sam, però, scopre le sue carte prima che la trappola preparata da Michael per liberarlo possa entrare in gioco.
Come sempre, Michael, Fiona e Jesse improvvisano un piano alternativo per liberare Sam e riuscire a scappare.
Catturata Riley, Michael la lascia subito andare, non prima però di averle detto la verità su Card.
L'agente, comunque, non sembra intenzionata a credergli e giura che lo catturerà per vendicare Tom.
- Ascolti USA: telespettatori 3 170 000[14]

## Fuga senza fine
- Titolo originale: Down & Out
- Diretto da: Henry Bronchtein
- Scritto da: Daniel Tuch (soggetto); Matt Nix e Daniel Tuch (sceneggiatura)

### Trama
Michael, Fiona, Sam e Jesse devono lasciare lo stato, ma prima di riuscirci scoprono che anche i loro contatti, che li hanno aiutati fornendo loro attrezzature e documenti falsi, li hanno traditi. Sam deve a malincuore dire addio anche alla sua compagna, Elsa, e la gang deve trovare un altro modo per scappare. Sam si rivolge quindi al suo vecchio amico hacker Jack Dixon, e lui lo conduce a Calvin Schmidt, un piccolo criminale che potrebbe creare nuove identità per tutti loro e farli scappare all'estero.
L'uomo, però, è nei guai: ha fatto sparire la moglie di una spia siriana, Jabbar Hamady, che ora lo vuole morto. Mike e gli altri organizzano un piano per incastrare Jabbar, prevedendo di far catturare Michael come un finto traditore di Schmidt e rivelargli dove trovarlo, in modo da poter poi informare la polizia per catturare Jabbar.
Il piano ha delle complicazioni, e quando Schmidt viene catturato da Jabbar, Mike e Sam si trovano a dover quasi causare la sua morte iniettandogli un veleno per poi salvargli la vita all'ultimo secondo.
Intanto Olivia Riley fa pressioni su Madeline perché collabori nel caso in cui Michael si faccia sentire. La donna, con astuzia, riesce ad aiutare il figlio e a vedere Fiona, che le promette di non sparire senza dirle addio.
Dopo aver assicurato Jabbar alla giustizia, Michael spiega a Madeline che deve andarsene perché ha ucciso Tom Card e lei dice che ha fatto bene, poi lo informa di aver cambiato idea e che resterà a Miami.
Schmidt chiede a Michael in quanti partiranno, perché serviranno molti soldi. Sam non sembra convinto di volersene andare e chiede un po' di tempo per pensarci.
- Ascolti USA: telespettatori 3 140 000[15]

## Identità nascoste
- Titolo originale: Best Laid Plans
- Diretto da: Nick Gomez
- Scritto da: Rashad Raisani

### Trama
Dopo aver incontrato Elsa di nascosto, Sam spiega a Mike che ha deciso di partire con lui su suggerimento della donna. Elsa, infatti, sa che dovrà aiutarlo in questo momento difficile.
Per trovare dei soldi per pagare i passaporti falsi, Schmidt contatta un suo cliente a cui deve procurare un interruttore di circuiti d'allarme ad alta tecnologia. Quando lui, Jesse e Fiona si introducono nel magazzino sorvegliato dalla polizia per prendere la valigia che contiene la mercanzia, vengono scoperti e coinvolti in una sparatoria. Pur riuscendo a scappare, il disattivatore viene distrutto.
Per salvare le apparenze e farsi dare comunque i soldi dal cliente, Thorne, Sam e Mike elaborano un piano per consegnargli la valigia fingendo che l'interruttore sia ancora funzionante. Thorne, però, non si fida e vuole provare il meccanismo. Allora Schmidt si inventa di aver chiesto la consulenza di un professore (Sam) che viene quindi coinvolto nella consegna.
Intanto, Michael chiede a Madeline di trovare Barry e fargli trasferire dei soldi dai loro conti a vari conti nel mondo per distrarre le ricerche della CIA. Con un po' di fatica Madeline contatta Barry che riesce nel suo intento, ma viene comunque scoperto dall'agente Riley.
Sam finge che l'interruttore di circuito funzioni con l'aiuto di Mike, Fiona e Jesse, ma Thorne vuole che rimanga anche lui per il suo vero furto.
Sam e Schmidt assistono allora al furto del criminale, ma grazie a un piano di Michael fanno in modo che venga arrestato.
Alla fine, Michael parla con Madeline che gli racconta cosa è successo a Barry. Ora anche lei è una fuggitiva, così Mike decide di portare la madre con loro quando scapperanno.
- Ascolti USA: telespettatori 3 160 000[16]

## Un tipo diverso
- Titolo originale: Odd Man Out
- Diretto da: Marc Roskin
- Scritto da: Ryan Johnson e Peter Lalayanis

### Trama
Mike e gli altri devono ottenere i chip per rendere perfetto i loro passaporti falsi, così Schmidt decide di comprarli da un suo concorrente, Vanek. L'acquisto va bene, ma proprio mentre il gruppo ottiene i passaporti modificati da Dixon, Vanek inizia a inseguirli con i suoi uomini. Schmidt rivela a Mike che ha venduto Vanek ai federali per togliersi di mezzo un concorrente, e ora lui ce l'ha a morte con il trafficante e vuole rapirlo per torturarlo e poi ucciderlo. A Mike, Sam e Fiona non rimane che nascondersi con Schmidt in una fabbrica chiusa. Vanek compie un assedio che li obbliga a scappare di stanza in stanza usando vari diversivi, ma alla fine si ritrovano in trappola è l'unica opportunità è di consegnare Schmidt a Vanek. Intanto Jesse, incaricato di sorvegliare Madeline che vorrebbe uscire dal rifugio, deve recuperare un mezzo pesante per fare scappare Mike e gli altri dalla fabbrica. I due si appostano in attesa che il gruppo riesca a scappare. Mike però è costretto a usare l'astuzia e finge di volere consegnare Schmidt a Vanek per poi creare un diversivo esplosivo e riuscire a scappare. L'unico problema che rimane è che i chip contengono un tracciante di Vanek, e se per caso lui decidesse di dirlo ai federali in caso di cattura i passaporti non sarebbero utilizzabili.
Mike e Madeline vanno sulla tomba di Nate per dirgli addio, ma Mike trova un mazzo di fiori consegnato da un estraneo che ha lasciato un biglietto con un numero di telefono per essere ricontattato.
- Ascolti USA: telespettatori 2 860 000[17]

## A qualunque costo
- Titolo originale: You Can Run
- Diretto da: Nick Gomez
- Scritto da: Craig S. O'Neill

### Trama
A contattare Michael era l'agente federale Jason Bly, incaricato delle indagini dell'omicidio di Tom Card; propone un accordo a Michael: se si fa arrestare, i suoi amici saranno salvi. Deve solo diventare un testimone di Bly. Fiona, ovviamente, non vuole che lui si consegni.
Il piano di Sam e Mike prevede di partire su un mercantile con dei documenti falsi, ma il contatto sindacale che garantiva la partenza li tradisce e chiama gli agenti della CIA e Riley. Durante la fuga, Sam viene ferito e Jesse catturato.
Mentre Riley fa torturare Jesse per farlo parlare Mike interroga il suo ostaggio, Dean Hunter, per scoprire dove si trova Jesse. L'uomo, però, sembra restio a collaborare. Intanto Fiona chiama il suo ex ragazzo paramedico, Campbell, per curare Sam. Molto coraggiosamente Sam rifiuta di farsi portare in ospedale per essere operato e chiede a Campbell di provare a curarlo.
Riley propone a Jesse di reintegrarlo al suo lavoro in cambio di informazioni su Michael, ma lui non vuole tradire un amico. Allora la donna gli offre il dossier sulla morte di sua madre (da sempre secretato).
Fiona e Mike, su suggerimento di Hunter, organizzano uno scambio di prigionieri ben sapendo che l'uomo l'ha proposto solo per cercare di scappare.
Jesse non accetta la proposta di Riley, dicendole che non volterà le spalle alla sua "famiglia".
Hunter si libera e fabbrica un telefono fatto in casa; mentre chiama Riley Michael riesce a rintracciare il luogo in cui si trova l'agente CIA.
Mike e Fiona vanno a liberare Jesse usando un gas per addormentare tutti e poi risvegliarli.
Jesse, prima di andarsene, scopre che il dossier di sua madre era falso.
Intanto Sam peggiora e a Fiona viene in mente di portarlo da un medico che consce ed era stato radiato; durante il viaggio in macchina, però, Sam sviene subito dopo avere fatto promettere a Mike che sistemerà tutto.
- Ascolti USA: telespettatori 3 780 000[18]

## Cambio strategia
- Titolo originale: Game Change
- Diretto da: Matt Nix
- Scritto da: Matt Nix

### Trama
Jed, il dottore radiato, cura Sam come meglio può e lo salva per il rotto della cuffia. Durante la notte, tuttavia, un gruppo di sicari si presentano alla villa; Michael, Jesse e Fiona li respingono, ma scoprono che erano mandati da un cartello della droga che Riley deve avere scatenato contro Mike.
Dopo avere spostato la gang in un motel, Michael si incontra con Jason Bly e gli spiega cosa ha fatto Riley, proponendogli di collaborare per incastrarla, visto che sta violando le regole della CIA.
Mike porta Sam in ospedale per far scattare una trappola per Riley, la quale si presenta nel parcheggio con una squadra. Michael scappa in moto per distrarre gli agenti, mentre Fiona mette una cimice nell'auto di Riley.
La donna fa visita a Sam in ospedale e lo minaccia per sapere dove si trova Mike, ma lui fa in modo che Riley si metta in agitazione per i suoi contatti con il cartello.
L'agente programma un incontro con il boss degli spacciatori, Lopez, e Fiona e Jesse la seguono. Michael, invece, porta Bly per sorvegliare il meeting.
Dopo avere scoperto che Michael ha ragione su Riley, Bly si dimostra pronto a collaborare con lui, ma un sorvegliante li scopre e lancia una granata nella loro auto, uccidendo Bly (che non riesce a uscire dalla macchina in tempo) e distruggendo le prove dell'incontro fra Riley e Lopez.
Michael decide di costringere Riley a confessare salendo sulla barca dei trafficanti dove si trova anche lei e avvisando la guardia costiera dopo aver portato la nave in mare aperto.
Michael obbliga l'agente a confessare la sua collaborazione con il cartello per salvarsi da morte certa.
Mentre il resto del gruppo finisce in detenzione in attesa che la CIA prenda provvedimenti, Michael sparisce per tre settimane. Quando Fiona e gli altri vengono liberati, scoprono che Mike ha fatto un accordo per aiutarli: è tornato a lavorare per la CIA. Fiona è sconvolta perché lui ha di nuovo anteposto la sua volontà alle promesse fatte a lei.
- Ascolti USA: telespettatori 3 780 000[18]